# Grimmia cucullata
Grimmia cucullata là một loài Rêu trong họ Grimmiaceae. Loài này được D.M. Hend. mô tả khoa học đầu tiên năm 1958.